# Segestria pusiola
Segestria pusiola är en spindelart som beskrevs av Simon 1882. Segestria pusiola ingår i släktet ormspindlar, och familjen sexögonspindlar. Inga underarter finns listade i Catalogue of Life.